# Combat Camera
Combat Camera (SWCOMCAM) är en försvarsmaktsgemensam militär enhet och som dokumenterar Försvarsmaktens verksamhet i Sverige och utomlands genom film- och stillbildsfotografering. Combat Camera följer soldater och sjömän på de platser där de verkar och över alla konfliktnivåer, s.k. stridsdokumentation. I första hand för att ge chefer på alla nivåer bättre lägesuppfattning och visuellt underlag för beslut och utvärdering. Bildunderlaget ska kunna bekräfta en viss händelse eller visa hur pågående och genomförd verksamhet har bedrivits. I uppgiften ingår också att stödja Försvarsmaktens informationstjänst med fotografier och videoproduktioner som kan vara media och allmänheten tillhanda. Enheten har även förmåga till forensisk- samt haveriplatsdokumentation.
Combat Camera har funnits som insatsberedd enhet i Försvarsmakten sedan 1 januari 2009.

## Emblem
Facktecknet för en färdigutbildad Combat Camera specialist grundar sig på det gamla tjänstetecken m/43 för stabsfotograf. Föreställer ljuset som bryts genom ett prisma över Försvarsmaktens heraldiska svärd.